# 林有三
林 有三（はやし ゆうぞう、1954年7月27日 - ）は、日本の作曲家、編曲家。

## 略歴・人物
12歳の時にクラシック・ギターを始め、17歳の時にアマチュアフォークバンドを結成。その後はバンド活動と並行して21歳の頃より独学でピアノを始める。
1978年から3年間、ジャズピアニストの八城一夫に師事。
1982年から山本達彦バンドと角松敏生バンドにキーボード奏者として参加。その後は本格的に角松敏生バンドに参加し、1991年末まで約10年間在籍。
1993年から4年間、東京音楽大学付属民族音楽研究所の授業に参加し、作曲家・伊福部昭から直接オーケストレーション、クラシック音楽、民族音楽について薫陶を受ける。また、その独特のオーケストレーションは伊福部昭から賛辞された。
その後は、様々なアーティストへの楽曲提供、アニメや映画の映像音楽を手掛ける等、活動の幅を広げている。

## 楽曲提供作品

### J-POP・歌謡曲
作曲
- 落合祐里香
  - 「ゆりかご」（2008年）
  - 「都会の金魚」（〃）
  - 「氷の花」（2009年）
  - 「蜉蝣」（〃）

編曲
- オール巨人
  - 「あんじょうやりや2015」（2015年）

- 髙橋真梨子
  - 「〜LOVERS BELL〜心のささやき」（1992年）
  - 「待ちきれない」（1993年）
  - 「素足のボレロ」（1994年）
  - 「そっと…Lovin'you」（〃）
  - 「不思議な鳥」（〃）
  - 「涙の街角」（1995年）
  - 「crazy for you－愛しすぎて－」（〃）
  - 「So in Love」（〃）
  - 「車窓」（〃）
  - 「向日葵」（1999年）

- 髙橋真梨子 with 玉置浩二
  - 「貴方が生きたLove Song」（1992年）

- 西野妙子
  - 「WANT YOU!」（1989年）
  - 「マーガレット」（1990年）

- 林原めぐみ
  - 「優しさは贈りもの」（1992年）
  - 「HOW HOW BEAR」（〃）

- 宮下直紀
  - 「SWEAT」（1989年）
  - 「帰りたくないSummer Night」（1989年）
  - 「スリルを抱きしめたい」（〃）
  - 「LIP・STICK!BABY」（〃）
  - 「HEARTBEATが聴こえる」（1990年）
  - 「WAKE UP!」（〃）

- 森昌子
  - 「金木犀の手紙」（2007年）
  - 「洗濯日和」（2011年）
  - 「おかあさん」（〃）

- 和田アキ子
  - 「抱いてサンバナイト」（1993年）
  - 「つれづれ恋人」（〃）
  - 「逢いたいうちが華だから」（1994年）
  - 「Mother」（1996年）
  - 「ちゃうわ」（〃）
  - 「絶対に泣かない」（1998年）
  - 「キララ・キララ・バカ」（2009年）
  - 「素直じゃないね」（2010年）
  - 「今夜は夢でも見ましょうか」（2012年）
  - 「珠玉」（〃）

### アニメ
編曲
- 剛Q超児イッキマン（1986年）
  - 「ときめきセブンティーン」（歌：秋本理央）
  - 「夏の予感」（歌：秋本理央）

- 活劇少女探偵団（1986年）
  - 「天使のモンタージュ」（歌：少女探偵団【山本百合子、TARAKO、三浦雅子】）
  - 「見守りたいの」（歌：森口博子）

- マンガ日本経済入門（1987年）
  - 「MANY THANKS〜心のままに〜」（歌：当山ひとみ）
  - 「SWEET SOUL MUSIC」（歌：当山ひとみ）

- クレヨンしんちゃん（1993年）
  - 「かーちゃんのまじめな子守唄」（歌：のはらみさえ【ならはしみき】）

- クレヨンしんちゃん アクション仮面VSハイグレ魔王（1993年）
  - 「僕は永遠のお子様」（歌：Mew）
  - 「ひまわり体操」（歌：河井英里）

- クレヨンしんちゃん 雲黒斎の野望（1995年）
  - 「たすけてケスタ」（歌：杉本幸子）

## 音楽担当作品
アニメ
- 活劇少女探偵団（1986年）
- 超特急ヒカリアン（1997年 - 2000年）
- ビーストウォーズII 超生命体トランスフォーマー（1998年 - 1999年）
- ビーストウォーズネオ 超生命体トランスフォーマー（1999年）
- ときめきメモリアル（1999年）
- 電脳冒険記ウェブダイバー（2001年 - 2002年）
- 電光超特急ヒカリアン（2002年 - 2003年）
- ハチミツとクローバー (第1期 - 第2期)（2005年 - 2006年）
- さくら荘のペットな彼女（2012年 - 2013年）

映画
- 実録ヒットマン〜妻 その愛〜（2002年）※池田朋代と共同。
- ペコロスの母に会いに行く（2013年）※星勝と共同。